# 卡克格爾山脈
47°9′0″N 11°16′0″E / 47.15000°N 11.26667°E

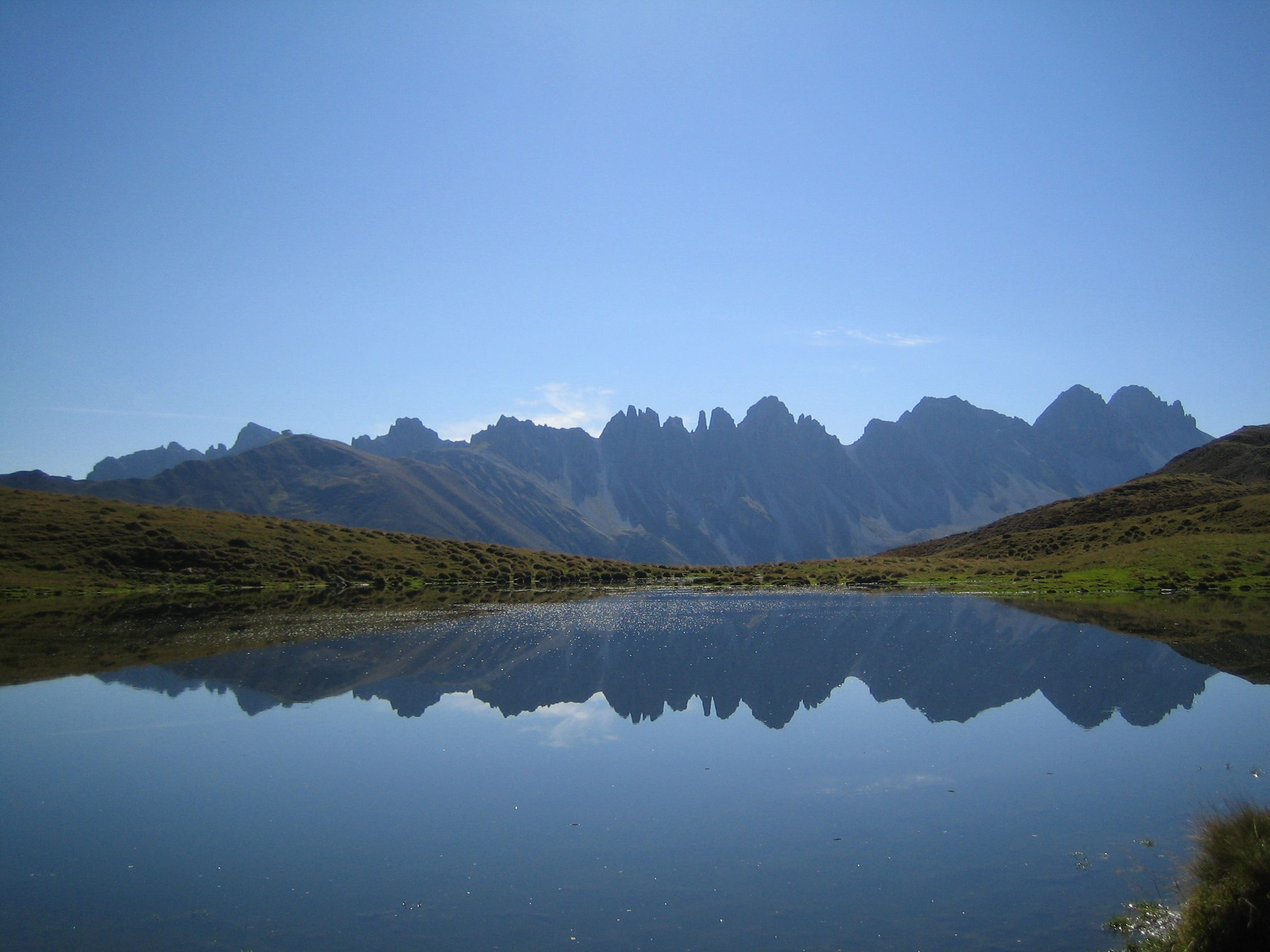

卡克格爾山脈（德語：Kalkkögel），是奧地利的山脈，位於該國西部，由蒂羅爾州負責管轄，屬於斯圖拜阿爾卑斯山脈的一部分，最高點施利克塞峰海拔高度2,804米，山體由白雲岩形成。